# Emilià Alexandrí
Emilià o potser Mussi Emilià (en llatí Lucius Mussius Aemilianus) va ser un dels usurpadors del títol d'emperador romà.
Era un dels anomenats trenta tirans de l'Imperi Romà (259-268) que, a la mort de Valerià I, no van voler reconèixer el successor, l'emperador Gal·liè. Va ser un oficial de l'exèrcit romà amb Valerià, que el va nomenar prefecte d'Alexandria (Egipte). A la mort de Valerià les legions el van proclamar emperador, "sense el seu consentiment", diu Trebel·li Pol·lió a la Historia Augusta, l'any 262. Com a emperador va prendre el nom d'Alexandre o Alexandrí. Va ser derrotat pel general Aureli Teodot, lleial a Gal·liè, que el va fer presoner i el va enviar a l'emperador. Emilià va ser estrangulat a la presó.
Es pot confondre amb Mussi Emilià, i és probable que siguin el mateix personatge.